# Dr. Fritz
Dr. Fritz é o nome que diversos cirurgiões psíquicos atribuíram ao espírito que alegaram incorporar. O suposto médium brasileiro Zé Arigó teria sido o primeiro, na década de 1950, com outros continuando até os dias de hoje. Não há evidências de que ele realmente tenha existido.

## Supostas manifestações
Na década de 1950, Zé Arigó realizava atendimentos médicos e cirurgias espirituais enquanto falava imitando um sotaque alemão e afirmava estar canalizando um espírito denominado Dr. Adolf Fritz, um suposto médico alemão falecido na Primeira Guerra Mundial. Arigó tornou-se famoso no Brasil e no exterior, e foi tema de documentários e livros. Arigó escrevia receitas em uma letra incompreensível que somente seu irmão, um farmacêutico, supostamente era capaz de compreender. Arigó foi processado e preso duas vezes por exercício ilegal da medicina, e morreu em um acidente automobilístico em 1971.
Após a morte de Arigó, diversos outros supostos médiuns afirmaram simultaneamente canalizar o espírito do Dr. Fritz, incluindo Edson Cavalcante Queiroz, um ginecologista, e Rubens Farias Jr., de São Paulo, que misturava com as alegações paranormais outras crenças alternativas como teosofia e antroposofia.
Todas as informações acerca da vida de Fritz provêm de supostas comunicações mediúnicas, incluindo relatos contraditórios. Apesar de buscas exaustivas, nenhum pesquisador jamais encontrou registros de sua existência.